# Гиг V де Форе
Гиг V (фр. Guigues V;р. ок. 1214,  ум. 1259) — граф Форе из дома Альбон. Старший сын Гига IV де Форе.
В 1224 году женился на Аликс, даме де Шасне, дочери Эрара III, сеньора де Шасне. Поскольку его родители поженились между 1214 и 1216 гг., к моменту свадьбы находился в совсем юном возрасте. Как и его жена, учитывая то, что в 1259/1260 она вторично вышла замуж. Детей не было.
В 1241 году, возвращаясь из Крестового похода, умер его отец, и Гиг V стал графом Форе. В начале своего правления вступил в спор с дядей — Гильомом де Баффи, из за территориальных владений. Тяжба разрешилась в 1244 году при посредничестве короля Людовика IX Святого. Был заключен договор, согласно которому Гильом де Баффи получал несколько замков, но считался по ним вассалом графов Форе.
В 1248 году Гиг V принял участие в Седьмом Крестовом походе в составе армии Людовика IX. По пути из Думьята в направлении Каира в одной из стычек с сарацинами он был сбит с лошади и сломал ногу. В ходе дальнейших боевых действий вместе с королём попал в плен к мамлюкам и домой вернулся только в 1253 году.
Умер 12 сентября 1259 года. Ему наследовал брат — Рено.
Вдова Гига V вскоре после его смерти вышла замуж за Гильома III, сеньора де Мелен. 